# Comuna Novokaiirî, Berîslav
Novokaiirî (în ucraineană Новокаїри) este o comună în raionul Berîslav, regiunea Herson, Ucraina, formată din satele Novokaiirî (reședința) și Respublikaneț.

## Demografie
Componența lingvistică a comunei Novokaiirî
     Ucraineană (87,58%)
     Rusă (9,4%)
     Armeană (2,04%)
     Alte limbi (0,98%)
Conform recensământului din 2001, majoritatea populației comunei Novokaiirî era vorbitoare de ucraineană (87,58%), existând în minoritate și vorbitori de rusă (9,4%) și armeană (2,04%).